# Anthony Obinna
Anthony John Valentine Obinna (ur. 26 czerwca 1946 w Emekuku) – nigeryjski duchowny katolicki, w latach 1994–2022 arcybiskup metropolita Owerri.

## Życiorys
Święcenia kapłańskie przyjął 9 kwietnia 1972.

## Episkopat
1 lipca 1993 został mianowany biskupem ordynariuszem Owerri. Sakry biskupiej udzielił mu 4 września 1993 ówczesny nuncjusz apostolski w Nigerii - abp Carlo Maria Viganò.
26 marca 1994 Jan Paweł II podniósł diecezję do rangi metropolii, której został pierwszym arcybiskupem metropolitą. 6 marca 2022 papież przyjął jego rezygnację z pełnionego urzędu, złożoną ze względu na wiek. 